# Johanniterkommende Makau

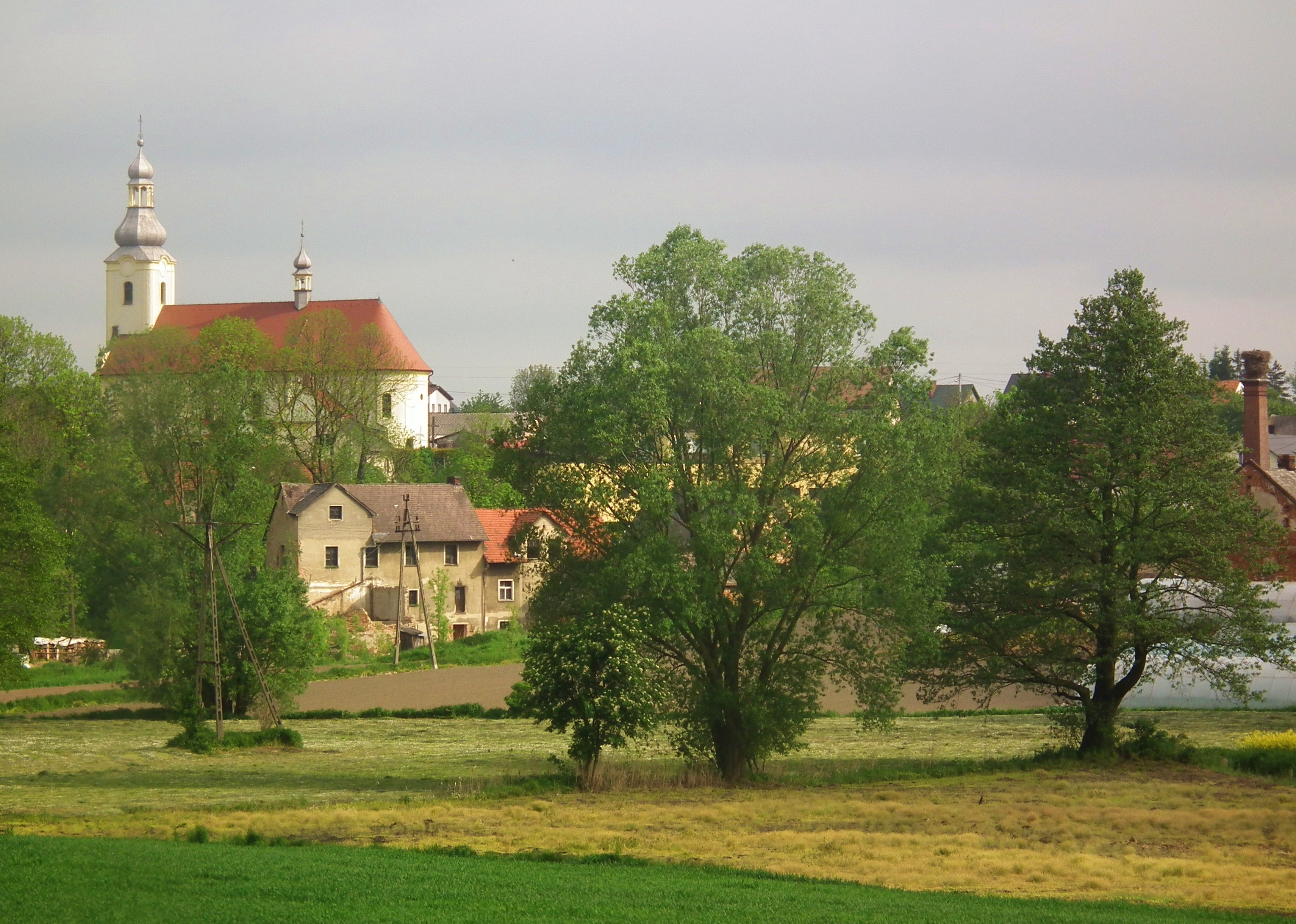
Kirche St. Johann Baptist in Maków

Die Johanniterkommende Makau war eine Niederlassung des Johanniterordens in Makau im damaligen Herzogtum Oppeln-Ratibor in Schlesien, heute Maków in der Woiwodschaft Schlesien (Polen). 1224 erhielt der Johanniterorden das Dorf Makau als Geschenk, 1369 ist die Niederlassung als Kommende belegt. Ab der ersten Hälfte des 16. Jahrhunderts wurde die Kommende Makau zusammen mit der Kommende Troppau in Personalunion an einen Kommendator vergeben. 1693 wurde die Kommende Makau verkauft und der Verkaufspreis in Grundstücken und Besitz in der Umgebung von Troppau angelegt. Der Name der vereinigten Kommende (Troppau und Makau) blieb aber bis Ende des 19. Jahrhunderts erhalten.

## Lage
Die Kommende Makau befand sich im Dorf Maków, das heute zur Gmina Pietrowice Wielkie im Powiat Raciborski der polnischen Woiwodschaft Schlesien gehört. Von den Kommendegebäuden hat sich nichts erhalten. Die wahrscheinlich von den Johannitern errichtete ursprüngliche Holzkirche mit dem Patrozinium Johannes der Täufer wurde im 17. Jahrhundert durch einen Neubau aus Holz ersetzt; nach der Johanniterzeit entstand an derselben Stelle eine steinerne Kirche.

## Stellung der Kommende in der Organisationshierarchie des Johanniterordens
Die Kommende Makau gehörte innerhalb der Organisationshierarchie des Johanniterordens zum Großpriorat Böhmen der Deutschen Zunge. Im 14. und 15. Jahrhundert benannte der böhmische Großprior aufgrund der größeren Entfernung vom Amtssitz einen Statthalter oder Stellvertreter für die schlesischen Kommenden, d. h. zu dieser Zeit existierte quasi eine schlesische Unterprovinz des Großpriorats. In aller Regel kommunizierte der Großprior nicht direkt mit den schlesischen Kommendatoren, sondern sein Statthalter in Schlesien gab die entsprechenden Anweisungen des Großpriors an die schlesischen Kommendatoren weiter. Die Kommende in Makau war anfangs eine Priesterkommende, d. h. der Kommendator war zugleich der Priester in Altzülz.

## Geschichte
Makau gehörte nach der Teilung des Herzogtums Schlesien 1173 zum Herzogtum Ratibor. Diese wurde 1202 mit dem Herzogtum Oppeln zum Herzogtum Oppeln-Ratibor vereinigt. 1246 wurde es wieder vom Herzogtum Oppeln abgeteilt. 1327 unterstellte sich Herzog Lestko von Ratibor dem böhmischen König Wenzel III., und das Herzogtum Ratibor wurde nun ein Lehen der böhmischen Krone. 
1223 überwies Bischof Lorenz von Breslau die Zehnten der Burg Makau an die Kirche St. Johannes des Täufers in Makau. Ralph Michael Wrobel geht aufgrund des Patroziniums davon aus, dass die Kirche von Makau schon zu diesem Zeitpunkt im Besitz des Johanniterordens war. 1222 waren die Burg und das Dorf Makau aber noch nachweislich im Besitz der Familie Dirsicraiowitz. 1224 erhielten die Johanniter vom Grafen Stognev, dem Kastellan von Ratibor, aus der Familie Dirsicraiowitz das Dorf Makau als Geschenk. Stognevs Halbbruder Graf Seteh (oder Seceh/Setsch genannt) nahm wohl 1217/1218 am Kreuzzug des ungarischen Königs Andreas II. in das Heilige Land und nachfolgend an der Belagerung von Damiette teil. Er ist wohl dort gefallen, jedenfalls kehrte er nicht in die Heimat zurück. Vor seiner Abreise bestimmte er seinen Bruder zum Erben seines Besitzes, falls er nicht zurückkehren sollte. 1224 vermachte Graf Stognev, dem Vermächtnis seines Halbbruders folgend, das Dorf Makau den Johannitern. Weitere Besitzungen in Schlesien schenkte er dem Zisterzienserkloster Leubus. Waldstein-Wartenberg und Wrobel gehen davon aus, dass die Schenkung an die Johanniter ursprünglich an die Niederlassung Gröbnig ging.
Nach dem Tod von Stognev Dirsicraiowitz fochten seine Erben die Schenkungen an das Kloster Leubus und an die Johanniter an. Erst am 1. Mai 1240 bestätigte Herzog Miesko II. von Oppeln-Ratibor den Johannitern ihren Besitz in Makau. In den 1230er Jahren hatten die Johanniter außerdem Ackerstücke bei Czissek unterhalb der Burg Cosel von Graf Goszlau von Jedlownik als Geschenk erhalten. Herzog Mieszko II. bestätigte diese Schenkung 1239 und erteilte den Johannitern auch die weitgehende Befreiung von herzoglichen Lasten. Sie durften außerdem eine Schenke in Czissek und ein Fischwehr in der Oder errichten. In der Urkunde wird bereits das Haus in Makau genannt. Damit ist sicher, dass zu dieser Zeit bereits eine Niederlassung in Makau existierte. Am 25. Mai 1240 erteilte Herzog Miesko II. den Johannitern auch das Recht, die Johanniterbesitzungen Makau, Repsch (heute Rzepcze) und Blottnitz (heute Błotnica Strzelecka) als deutschrechtliche Siedlungen nach dem Neumarkter Recht umzugestalten. Er verzichtete außerdem auf die Geldbußen aus dem Hochgericht über Makau zugunsten der Johanniter. Er wurde – als geistliche Gegenleistung – in die ritterliche Bruderschaft des Ordens aufgenommen. Wann die Orte Repsch und Blottnitz in Johanniterbesitz kamen, ist urkundlich nicht dokumentiert; Wrobel geht von herzoglichen oder adeligen Schenkungen (oder Verpfändungen?) aus. Nur wenig später, am 24. August 1240, erlaubte Mieszko II. den Johannitern in Makau einen Markt anzulegen. 
Wann die Niederlassung in Makau eine selbständige Kommende mit einem Kommendator wurde, ist nicht ganz sicher. Wie bereits erwähnt ist Ordenshaus in Makau bereits 1239 urkundlich belegt. Regente (Leiter) des domus in Macov war ein fratre Potrcone (Bruder Peter), während aber der regente im domus Grobnic als magistro Bogvsa bezeichnet wird. Die Bezeichnung frater des Leiters des Hauses in Makau gegenüber der Bezeichnung magister des Leiters des Hauses in Gröbnig lässt sehr wahrscheinlich noch auf ein Unterstellungsverhältnis des Hauses Makau unter den Leiter des Hauses in Gröbnig schließen, zumal die Schenkung des Landes, auf dem später die Johanniterkommende Gröbnig errichtet wurde, bereits 1168 erfolgte. 
Am 9. April 1241 wurde bei Liegnitz die Schlacht bei Wahlstatt gegen die Mongolen geschlagen. Das schlesische Herr unter Herzog Heinrich II. von Schlesien wurde dabei vernichtet; auch Herzog Heinrich fiel im Kampf. Herzog Miesko II. von Oppeln-Ratibor verteidigte Ratibor gegen die Mongolen und hatte wohl nicht an der Schlacht bei Wahlstatt teilgenommen. Am 8. Mai 1241 bestätigte er den Johannitern erneut ihre Besitzungen im Herzogtum, so Makau, Repsch, Blottnitz und Czissek. Auch bestätigte er den Johannitern das Recht in Czissek eine Schenke einzurichten und in der Oder ein Fischwehr anzulegen sowie das Recht ihre Dörfer deutschrechtlich umzugestalten. Außerdem befreite er die Bewohner von Czissek von allen Lasten, die sie vorher zur Burg Cosel zu leisten hatten, so Hand- und Spanndienste, Burgwacht, Vorspann und Nachtherberge für den Herzog u. a.).
Die Dörfer Repsch, Blottnitz und Czissek gingen den Johannitern aber nur wenig später wieder verloren. Die Gründe dafür sind nicht bekannt. Wrobel vermutet – zumindest bei Repsch und Blottnitz – dass es sich dabei nur um Verpfändungen gehandelt hatte, die Herzog Miesko wieder eingelöst hatte. Dies ist im Falle von Czissek aber wenig wahrscheinlich. Repsch ist später als deutschrechtliches Dorf belegt; ob die Umgestaltung aber noch unter den Johannitern erfolgte, ist nicht bekannt. Die Einrichtung eines Marktes in Makau unterblieb letztlich. 
Am 29. Mai 1261 beurkundete der Großprior von Böhmen Moritz den Verkauf der Scholtisei zu Machow mit 1 1⁄2 Freihufen, sieben Gärten und den dritten Pfennig vom Gericht durch Johann genannt de Crew an seinen Bruder Friedrich. Unter den Zeugen sind die Kommendatoren von Beilau, Striegau, Lossen (Name des Kommendators unleserlich) und Groß Tinz. Warum  in der Zeugenliste der eigentlich zuständige Kommendator von Gröbnig fehlt, ist nicht ersichtlich. Erst 1369 wird der/ein Leiter des Hauses Makau als Kommendator tituliert; damit ist Stellung als selbständige Kommende des Hauses Makau dokumentiert. 
Im 15. Jahrhundert richteten die Hussitenzüge auch in Schlesien große Schäden an. So wurde die nicht weit entfernte Johanniterkommende Altzülz schwer geschädigt, und die Kommende war wohl zwanzig Jahre unbesetzt. Über Schäden in Makau und Umgebung ist nichts bekannt. Gefahr drohte der Kommende aber auch von ganz anderer Seite. 1433 versuchte Herzog Nikolaus V. von Ratibor, die Kommende Makau einzuziehen. Er wurde dafür von Kommendator Andreas von Striegau unter Kirchenbann gestellt. Unter Vermittlung von Bischof Konrad von Breslau kam ein Vergleich zustande, und der Herzog wurde wieder aus dem Bann gelöst. Nach Wrobel fiel dieser Vergleich aber wohl negativ für den Johanniterorden aus, der möglicherweise dadurch einen größeren Teil des Dorfes Makau einbüßte. Jedenfalls gehörte laut einem Urbarium von 1532 ein großer Teil des Dorfes Makau mit 33 Bauern und 17 Gärtnern zur Herrschaft Ratibor. Die Kommende konnte aber das Patronatsrecht über die Makauer Pfarrkirche behaupten.
Die Kommende Makau hatte wie alle anderen Kommenden des Johanniterordens Beiträge (Responsionen) zur Finanzierung der Ordenszentrale und vor allem des Seekrieges gegen die Osmanen und die nordafrikanischen Barbareskenstaaten im Mittelmeer zu leisten. Im 15. Jahrhundert betrugen die Responsionen an die Ordenszentrale in Rhodos noch sechs Floren. Nach der Vertreibung der Johanniter von Rhodos nach Malta wurden für die Kommende Makau laut der Visitation von 1536 auf fünf Floren Responsion angesetzt. Die Einnahmen der Kommende Makau betrugen damals 19½ Mark Silber, denen Ausgaben in Höhe von 15 1⁄2 Mark Silber gegenüber standen.

## Lage und Bewohner
Nach Wrobel lag die Kommende mit den Wirtschaftsgebäuden neben der Ordensmühle, etwa 200 Meter von der Pfarrkirche entfernt. Die Kommendemühle befand sich am Ende der heutigen Straße Ogrodowa; damit lag die Kommende nach Wrobel im Straßenrechteck, das von Raciborska, Ogrodowa und Ląkowa gebildet wird. In der Kommende lebten neben dem Kommendator ein Pflugknecht, ein Kleinknecht, eine Köchin, eine Magd und ein Hirtenjunge.

## Vorwerk
Zur Kommende gehörten 1532 ein Vorwerk, die Niedermühle und ein Drittel der sog.Ordensmühle an der Zinna; außerdem hatte die Kommende die wilde Fischerei bei der Niedermühle. Die Ordensmühle hatte drei Räder, und der Müller musste 1532 auch dem Kloster Rauden sechs Malter Korn und vier Schweine abliefern. 
Das Vorwerk der Kommende Makau war 1536 15 Hufen groß, was etwa 250 ha entspricht. Es wurde aber nur zum kleineren Teil von der Kommende selbst bewirtschaftet. Die Eigenwirtschaft ist jedoch nicht in Ackerfläche, sondern in benötigter Aussaat angegeben. So wurden 1 1⁄2 Malter Roggen, ein Malter Weizen, drei Malter Hafer, acht Scheffel Gerste und ein halber Scheffel Erbsen ausgebracht. Zur Bearbeitung der landwirtschaftlichen Nutzflächen waren acht Zug- und Arbeitspferde vorhanden, weiterhin wurden zehn Stuten und acht Fohlen gehalten. Der Viehbestand war mit fünf Kälbern und drei Ochsen sehr spärlich. Erwähnt werden noch 84 Hühner und 80 Küken. An Ackergerät werden zwei gut ausgestattete Wagen, zwei Pflüge, eine Egge und zwei Hacken genannt. Die Ackerdienste mussten überwiegend die 30 Bauern des Dorfes Makau besorgen; jeder hatte dreimal im Jahr je einen halben Tag zu dienen. Der Kommendator hatte jedoch dafür einen Kuchen und ein Fass Bier zu geben. Der größere Teil des Vorwerklandes war gegen die dritte Garbe verpachtet. Hinzu kamen noch sieben größere und kleinere Wiesen und ein kleinerer Wald, der hauptsächlich aus Eichen bestand. Der jährliche Einschlag in diesem Wald brachte dem Kommendator immerhin acht ungarische Gulden ein. Außerdem gab es einen Fischteich auf dem Kommendegelände. 
Das Inventar von 1532 liefert keinen Hinweis auf Größe, Aussehen und Erhaltungszustand des Kommendegebäudes, jedoch noch einige Informationen zum Inventar. Die Ausstattung war sehr spärlich. So gab es nur zwei Betten mit Leintüchern und drei Truhen. Als Hausrat werden eine Zinnkanne, zwei Zinnbecher und ein Zinnkrug erwähnt. In der Küche wurden ein großer Kochkessel, zwei (kleinere) Kessel zum Fischkochen, drei Bratspieße und drei kleine Roste benutzt. Der Kommendator besaß eine Bombarde – es dürfte sich um eine Handfeuerwaffe gehandelt haben – und eine Lanze.
Das Lebensmittelinventar gibt einen Einblick in das Essen der damaligen Zeit. Im Jahr standen den Bewohnern der Kommende siebeneinhalb Seiten Schweinespeck, vierzehn Käse und drei Töpfe Butter zur Verfügung.
1588 wurde das Vorwerk mit 18 Maltern Getreide besät; die Äcker wurden also wieder vollständig(?) selbst bewirtschaftet. Zum Vorwerk gehörten einige Wiesen, zwei Gärten und ein Wäldchen. Der 1536 beschriebene Fischteich war aufgegeben worden. 1609 standen in den Ställen des Kommendevorwerks immerhin 17 Pferde, 16 Milchkühe, 14 weitere Rinder, 33 Schweine, 20 Hühner, 12 Gänse, 18 Enten und ca. 400 Schafe. Es war damals insgesamt an Samuel Lassota gegen eine jährliche Pacht in Höhe von 210 Talern vergeben. Allerdings soll Lassota sehr von der Substanz gewirtschaftet haben. Nach dem Urteil der Visitatoren von 1588 soll er die Kommende heruntergewirtschaftet haben. Dazu passt, dass 1609 die Vorwerksgebäude als sehr baufällig beschrieben werden. Auch waren dem Orden weitere Grundstücke abhandengekommen.
Ein Inventar aus dem 17. Jahrhundert liefert auch ein Bild der zur Kommende gehörenden Gebäude. Danach war das Vorwerkgebäude ein Holzhaus mit zwei Kammern und einer Gesindestube. Daneben lagen ein Pferde- und ein Kuhstall. Über dem Pferdestall war ein Boden, auf dem Getreide gelagert wurde. Weiter waren eine kleine Scheune, ein kleiner Getreidespeicher und ein Backhaus mit Küche vorhanden. Der Keller war ein Erdkeller mit einer Holzabdeckung. Der ehemalige Schafstall war nun zur Scheune umfunktioniert. Daneben stand noch das ehemalige Schäferhaus. Außerdem gab es noch einen Garten.
Im Dreißigjährigen Krieg litt die Kommende stark unter den Kriegshandlungen, und die Kommendegebäude wurden wohl zerstört, denn 1655 mussten sie neu aufgebaut werden. 1658 lagen immer noch einige Äcker brach. Die Kommende wurde im 17. Jahrhundert direkt vom Kommendator von Troppau – aufgrund der großen Entfernung wohl mehr schlecht als recht – bewirtschaftet.

## Ende der (selbständigen) Kommende Makau
Nach dem Tod des Kommendator Johannes Rosenthal (wohl um/nach 1536) wurde die Kommende Makau mit der Kommende Troppau vereinigt; er war also der letzte Kommendator, der nur für Makau zuständig war. Nach dem Tod des Troppauer Kommendators Nikolaus Hertwig im Jahre 1539 musste der Kommendator von Gröbnig Georg von Wartenberg auch die Kommende Troppau und Makau bis zu seinem Tod 1547 mitverwalten. Erst 1553 ist mit Georg Lassota von Steblau wieder ein eigener Kommendator in Troppau (und Makau) nachgewiesen. 
Aufgrund der Zerstörungen im Dreißigjährigen Krieg war die Kommende wohl einige Jahre nicht besetzt; Osterhausen nennt 1648 die vereinigte Kommende Troppau und Macoff als vakant. Der mühsame Wiederaufbau des Vorwerks und die Schwierigkeiten in der Bewirtschaftung des Kommendevorwerks in Makau führten im Orden zu Überlegungen, das Vorwerk zu verkaufen.
Am 18. Juni 1693 wurde das Vorwerk in Makau vom Troppauer Kommendator Karl Leopold Graf von Herberstein mit Zustimmung von Kaiser Leopold und dem böhmischen Großprior Ferdinand Ludwig Graf von Kolowrat verkauft, unter der Bedingung, dass für den Verkaufspreis Grundstücke und Besitz bei Troppau gekauft würden. Damit endet im Grunde die Geschichte der Johanniterkommende Makau. Zur Erinnerung an die verkaufte Kommende blieb aber der Name in der vereinigten Kommende Troppau und Makau erhalten. Nach der Rangs-Liste und Personal-Status des Hohen Souverainen Malteser-Ritter-Ordens im Großpriorate von Böhmen und Österreich für das Jahr 1881 war Alexander von Attems-Heiligenkreuz damals Kommendator in Troppau und Mokau. Anscheinend war in den vergangenen fast 200 Jahren auch das Wissen um die korrekte Schreibweise der verkauften Kommende verloren gegangen. Auch das Ruolo generale del sov. mil. ordine di S. Giovanni di Gerusalemme ovvero di Malta von 1895 erwähnt die Kommene Troppau e Mokau noch. In der Rangs-Liste und Personal-Status des souveränen Malteser-Ritter-Ordens im Großpriorate von Böhmen und Österreich nach dem Stande vom 30. April 1908 erscheint dann der Zusatz und Mokau nicht mehr.

## Schule
Bereits 1536 wird in Makau ein Lehrer erwähnt, der seine Mahlzeiten vom Kommendator erhielt. Die Schule stand also unter dem Patronat der Kommende. 1658 erhielt der Lehrer als Entlohnung von der Kommende zwei Scheffel Roggen und zwei Taler pro Jahr. Von den 29 Bauern erhielt er je zwei Brote und drei Garben. Er hatte außerdem einen Garten zu seiner Nutzung.

## Kirche
Die Kirche in Makau war im ausgehenden Mittelalter ein Holzbau, der in der Reformation verfiel oder zumindest so baufällig wurde, dass 1613 ein Neubau notwendig wurde. Dieser Neubau war wiederum ein hölzerner Bau, wie im Urbar 1658 erwähnt wird. 1679 war die Kirche aber immer noch nicht katholisch geweiht. Sie hatte drei Altäre  und drei Glocken, aber keinen Turm. Die Bewohner von Makau bekannten sich mehrheitlich zum protestantischen Glauben, besuchten jedoch trotzdem den katholischen Gottesdienst in der Kirche. 1687 bekannten sich wieder alle Einwohner Makaus zum katholischen Glauben. Die heutige Kirche in Makau wurde in den Jahren 1777/1778 erbaut, hat also mit der Johanniterzeit nichts mehr zu tun.

## Kommendatoren/Komture
| Amtszeit  | Kommendator/Komtur                         | Sonstige Ämter und Anmerkungen                                                |
| --------- | ------------------------------------------ | ----------------------------------------------------------------------------- |
| 1239      | Potrco                                     | regente                                                                       |
| 1369      | Witko von Sohrau                           | Kommendator in Makau Kommendator von Gröbnig                                  |
| 1374      | Jeszko Poduszka                            | Kommendator von Makau 1378 Kommendator in Striegau, ?Kommendator in Groß Tinz |
| 1392      | Paul                                       | Kommendator in Makau                                                          |
| 1418–1424 | Johann von Willcowitz/Willickowitz         | Kommendator in Makau                                                          |
| 1448      | Johann Gradeneck                           | Kommendator in Makau                                                          |
| 1486      | Fabian                                     | Kommendator in Makau                                                          |
| 1493      | Stanislaus                                 | Kommendator in Makau                                                          |
| vor 1536  | NN von Bischofsheim                        | Kommendator in Makau (wird als Vorgänger des Johannes Rosenthal genannt)      |
| 1536      | Johannes Rosenthal von Ullersdorf († 1536) | (letzter) Kommendator von Makau                                               |

Die Kommendatoren der vereinigten Kommende Troppau und Makau residierten in Troppau.